# Aversa
Aversa is een gemeente in de Italiaanse provincie Caserta (regio Campanië) en telt 53.051 inwoners (31-12-2004). De oppervlakte bedraagt 8,7 km², de bevolkingsdichtheid is 7005 inwoners per km².
Aversa is de geboortestad van de Italiaanse (opera)componisten Domenico Cimarosa en Niccolò Jommelli. 

## Demografie
Aversa telt ongeveer 16668 huishoudens. Het aantal inwoners daalde in de periode 1991-2001 met 1,2% volgens cijfers uit de tienjaarlijkse volkstellingen van ISTAT.
In 1030 wordt Aversa, tot dan onder gezag van Constantinopel, veroverd door de Normandiërs. Dit is het begin van de Normandische staat in Zuid-Italië.
| Jaar | Inwoneraantal |
| ---- | ------------- |
| 1991 | 54.032        |
| 2001 | 53.369        |

## Geografie
De gemeente ligt op ongeveer 39 meter boven zeeniveau.
Aversa grenst aan de volgende gemeenten: Carinaro, Casaluce, Cesa, Frignano, Giugliano in Campania, Gricignano di Aversa, Lusciano, San Marcellino, Sant'Antimo, Teverola, Trentola-Ducenta

## Geboren in Aversa
- Guglielmo Sanfelice d’Acquavella (1834-1897), kardinaal-aartsbisschop van Napels in de 19e eeuw

## Externe link

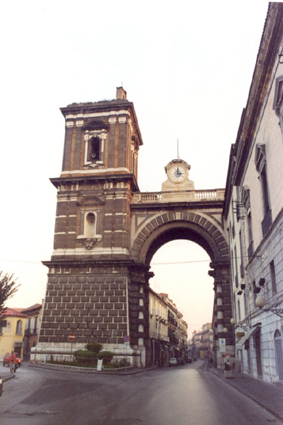
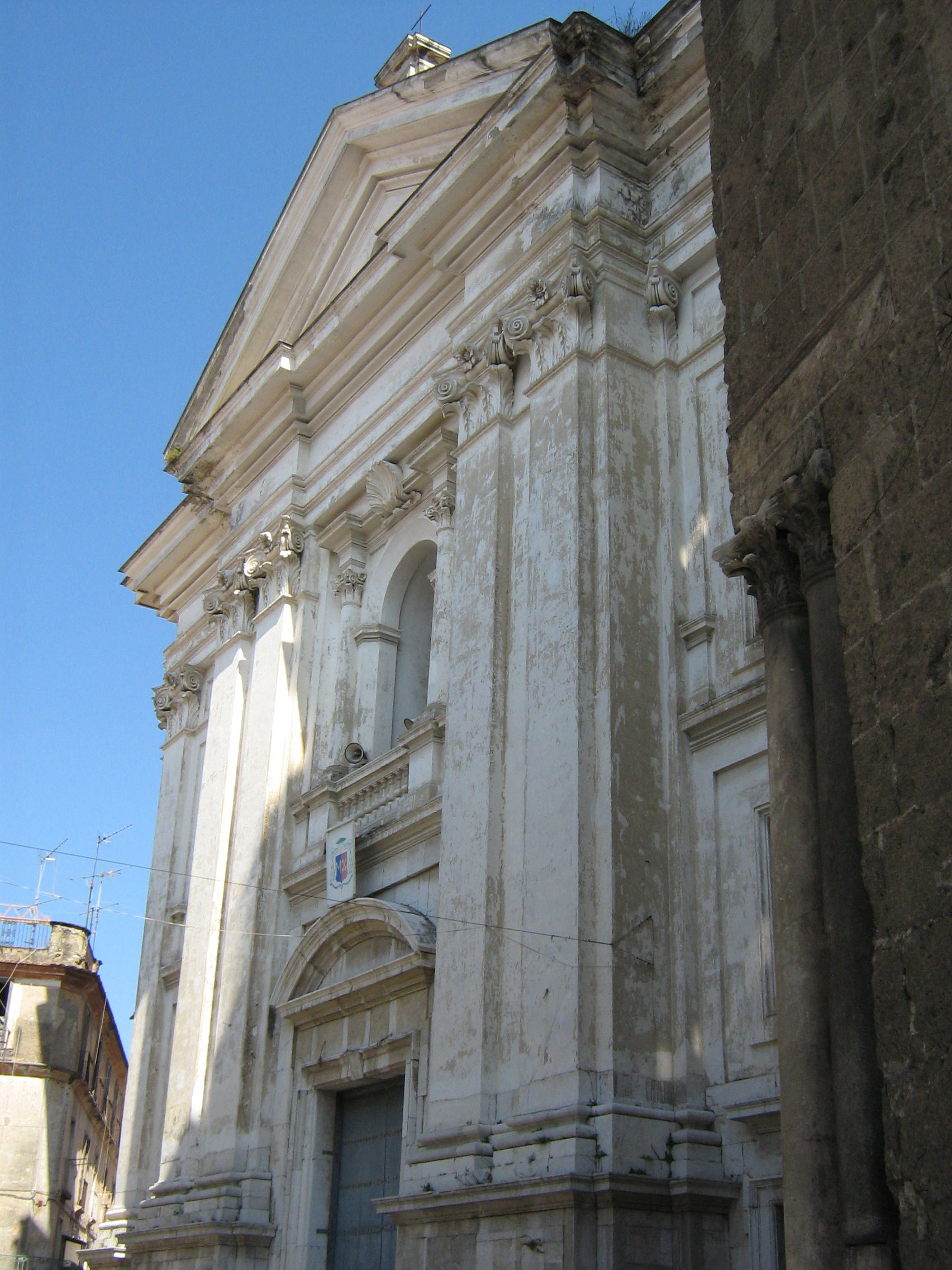
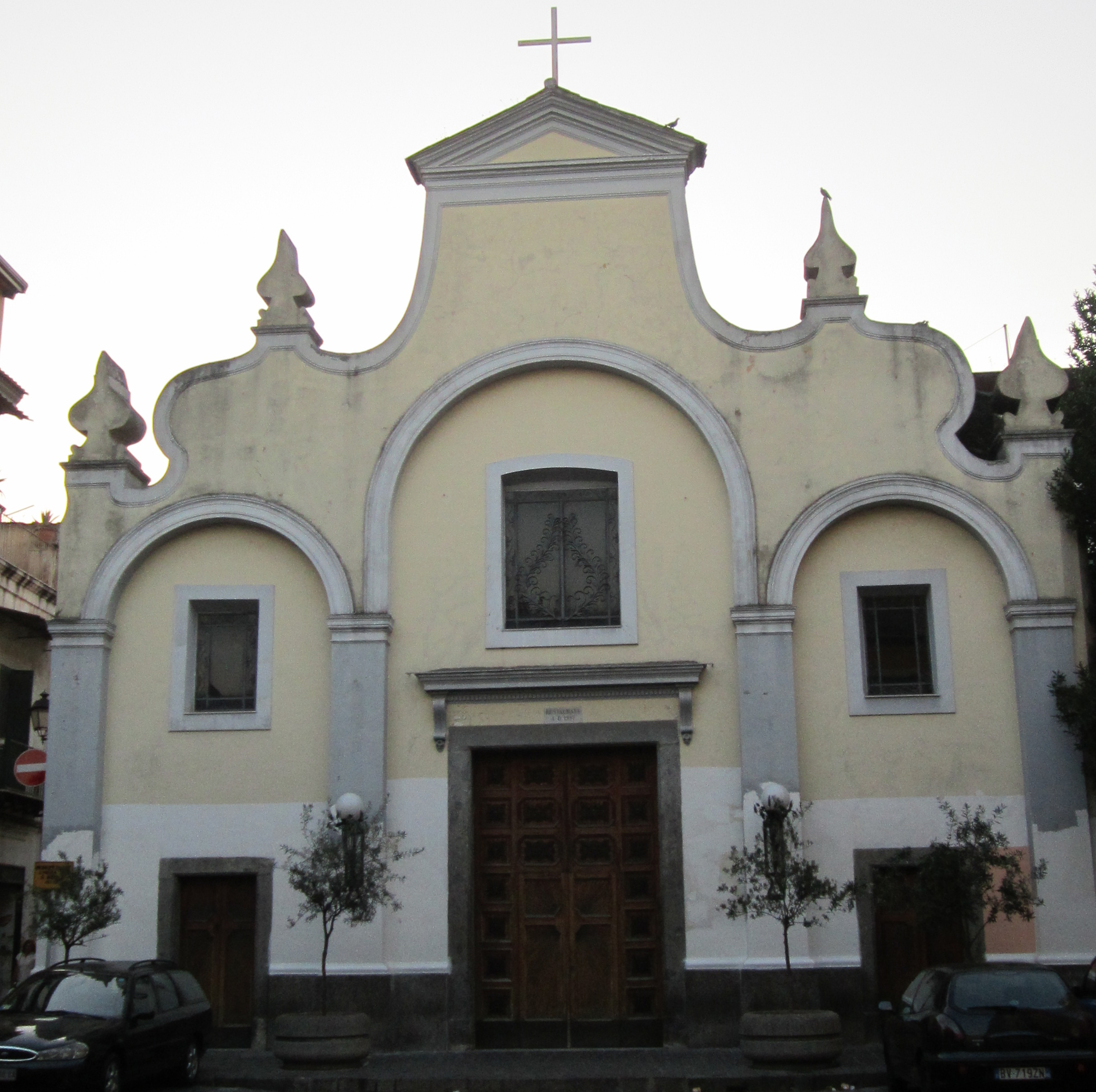
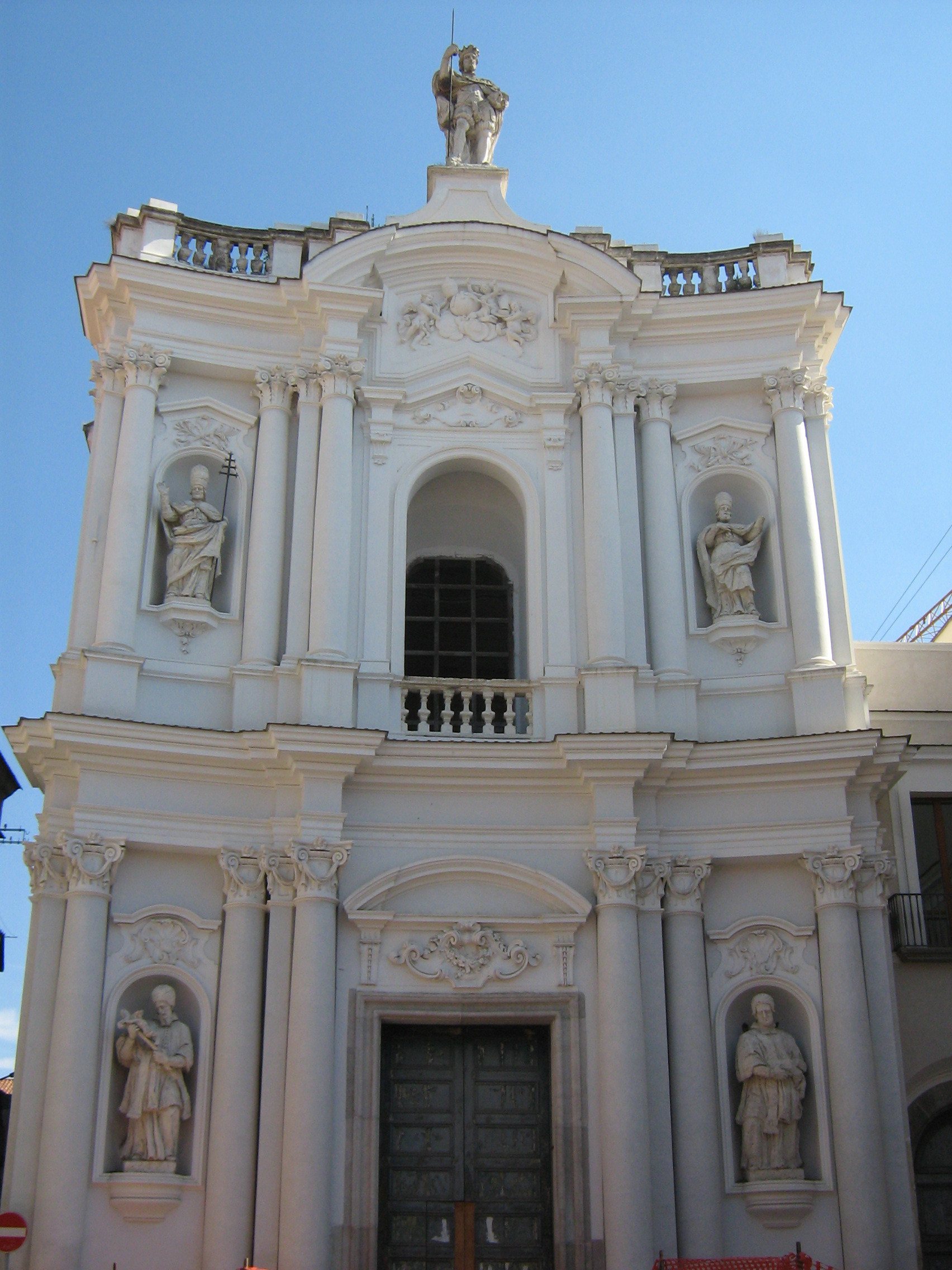
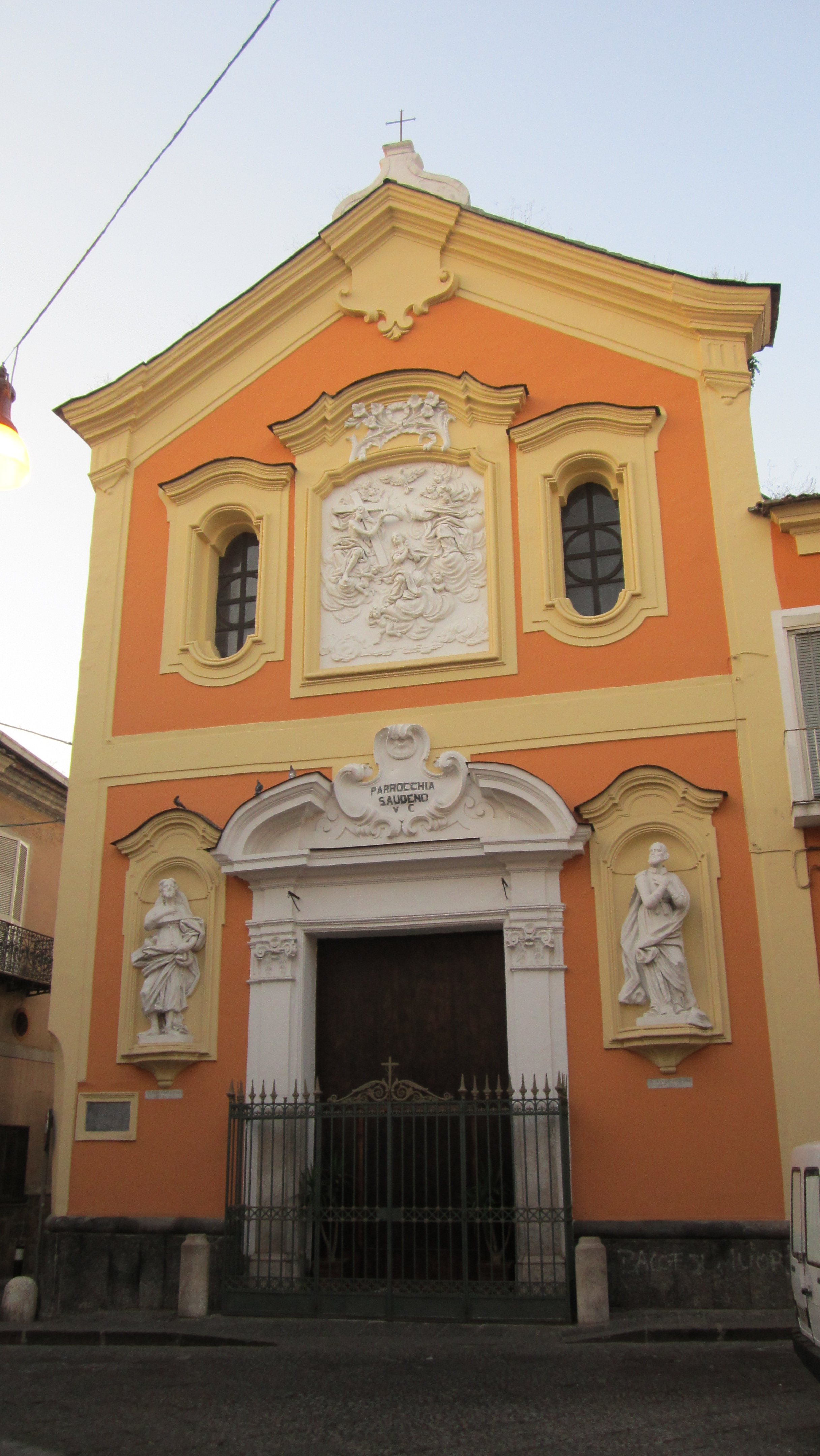
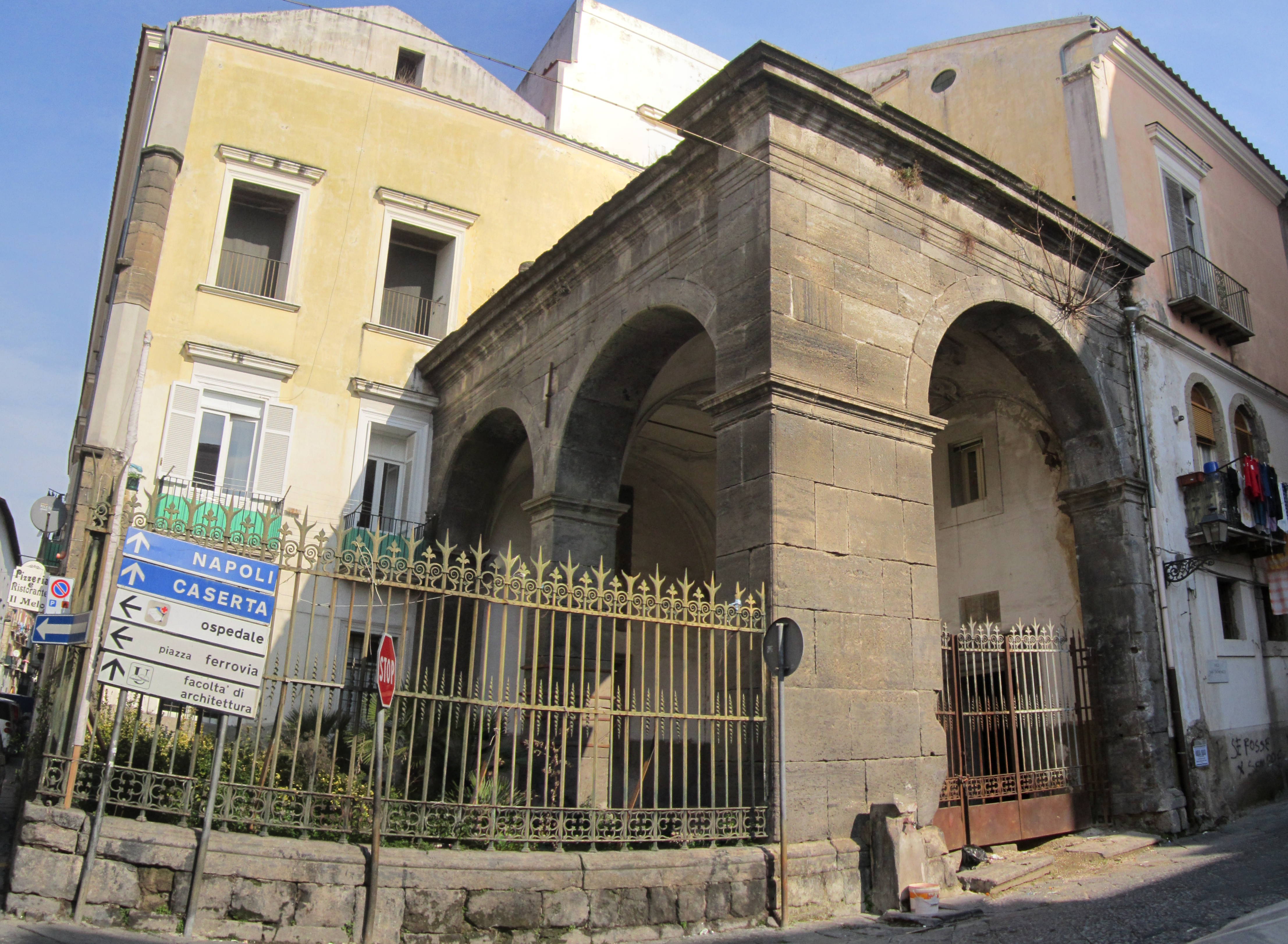